# Хмарні пейзажі

Хмарний пейзаж Якова Ісаакшуна ван Руйсдаеля.

У мистецтві хмарний пейзаж — зображення виду хмар або неба. Зазвичай, як і в прикладах, розглянутих тут, хмари зображуються у вигляді Землі, часто включаючи просто достатньо ландшафту, щоб запропонувати масштаб, орієнтацію, погодні умови та відстань (завдяки застосуванню техніки повітряної перспективи ). Терміни CLOUDSCAPE і небесна іноді використовуються як синоніми, хоча небесний не обов'язково включає вид хмар.
Дуже складний хмарний пейзаж - як, наприклад, у деяких роботах Дж. М. Тернера - в межах звичайного пейзажного живопису, іноді може здаватися абстрактним живописом усередині картини, майже знищуючи реалістичну обстановку грандіозним проявом жестової сили. Деякі критики прямо вказали на хмарні пейзажі та морські пейзажі 19 століття як попередники роботи художників абстрактних експресіоністів, таких як Хелен Франкенталер.
Так, коментуючи виставку Тернера 1999 року, мистецтвознавець The New York Times Роберта Сміт пише, що в 1966 році "Музей сучасного мистецтва створив пишні пізні роботи художника ... як попередників імпресіонізму та модерністської абстракції . Поточне шоу це свято франкталерескінних кольорових шлейфів ...."  . Далі Сміт зазначає, що такі роботи "поєднують крайності моря і неба з екстремумами живопису, показуючи, що вони містять елементи незбагненного і невідомого". 
Є кілька пізніших картин хмарного пейзажу — наприклад, знамениті хмарні пейзажі Джорджії О'Кіф — на яких хмари видно зверху, ніби розглядаються з літака.
Згідно з нарисом на вебсайті Музею мистецтв Метрополітен, "серед найбільш драматичних та найвідоміших образів пізніх років О'Кіфа є її хмарні пейзажі 1960-х та 70-х років. Подорожуючи навколо світу, вона була вражена видами, що видно з вікна літака ".  Внизу, у розділі "зовнішні посилання", є посилання на кольорове зображення гігантського хмарного пейзажу О'Кіфа під назвою Небо над хмарами IV (1965; полотно, олія; 8 x 24 футів .; Мистецький інститут Чикаго ). Такі хмарні пейзажі "з повітряного погляду" є в певному сенсі повітряними ландшафтами, за винятком того, що, як правило, взагалі немає виду на землю: лише білі хмари, підвішені на (і навіть нижче) блакитному небі.

## Галерея зображень

Затока Веймут, Джон Констебль, c. 1816 рік
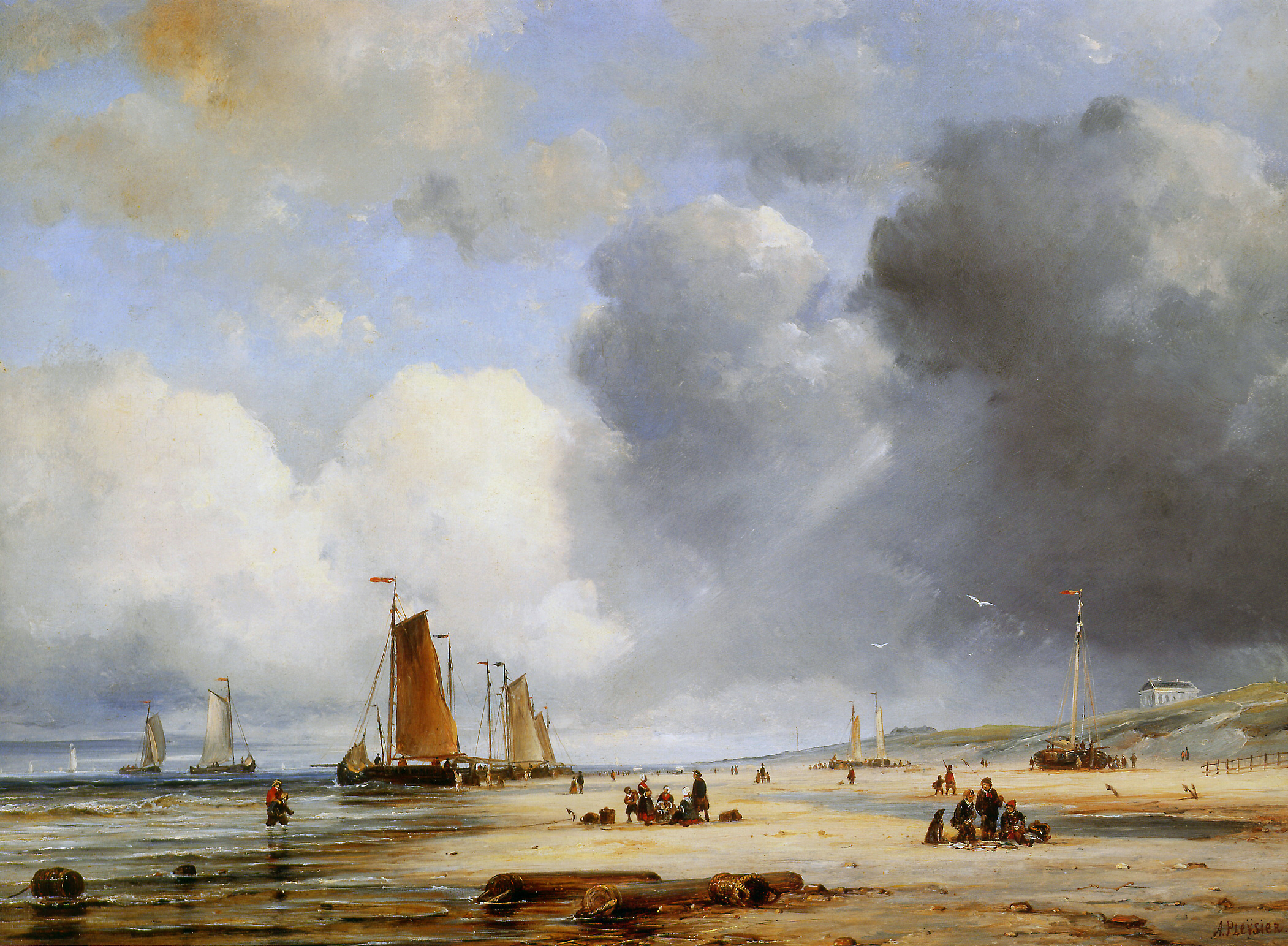
Вид на пляж на човнах Арі Плейзіє
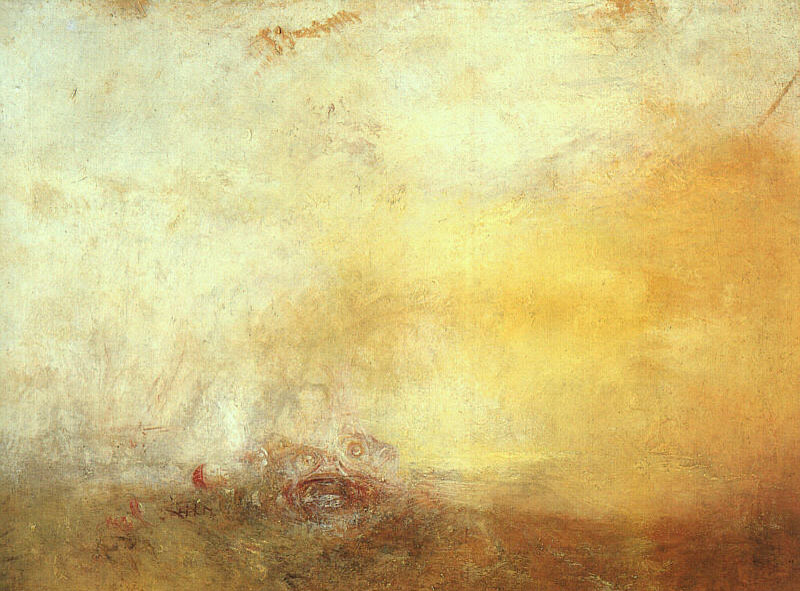
Схід сонця з морськими чудовиськами Дж.М.В.Тернера (1845)